# Tichvinkerk in Aleksejevski
De Kerk van de Icoon van de Moeder Gods van Tichvin (Russisch: Храм Тихвинской иконы Божией Матери) is een Russisch-orthodox kerkgebouw in het noordoostelijke okroeg van Moskou.

## Geschiedenis
De kerk werd in opdracht van tsaar Alexis gebouwd in het voormalige dorp Aleksejevski aan een pelgrimspad naar het Drie-eenheidsklooster van de Heilige Sergius. In 1680, 14 jaar na de dood van Aleksej, werd de kerk gewijd. In een grote processie vanuit het kremlin werd onder geleide van de patriarch en tsaar Fjodor III het icoon van de Moeder Gods van Tichvin naar de kerk gebracht.
In de zuidwestelijke en noordwestelijke delen van de kerk werden een zomer- en winterkapel gebouwd die dienden als gebedsplek voor de tsaar en tsarina. De kacheloven van de winterkerk met geglazuurde tegels is perfect bewaard gebleven. In het begin van de 19e eeuw was het godshuis van Tichvin in verval. De troepen van Napoleon misbruikte de kerk in 1812 als opslag voor levensmiddelen en het refectorium diende als paardenstal. Op bevel van tsaar Alexander I werd de kerk in 1824 vernieuwd en een klokkentoren toegevoegd. Ook werden de muren binnen de kerk nu voor het eerst beschilderd met taferelen uit de Oude en Nieuwe Testament en voorstellingen van Sergius van Radonezj en Nicolaas van Myra. In de jaren 40 van de 19e eeuw werd de verdieping in de refter afgebroken waarmee één ruimte werd gecreëerd (enkele meubelstukken en kroonluchters van de bovenste verdieping zijn bewaard gebleven).

## Na 1917
De kerk werd na de oktoberrevolutie niet gesloten. Na 1945 werd de kerk gerestaureerd. Bij restauratiewerkzaamheden in de jaren 1970-1980 werden onder oude verflagen oude beschilderingen ontdekt. Het hoofdaltaar is gewijd aan de Moeder Gods van Tichvin. Er zijn kapellen gewijd aan de heiligen Sergius, Nicolaas, Alexius en Tryphon. Op het kerkhof liggen vele orthodoxe heiligen begraven.